# Fregaty rakietowe typu Jacob van Heemskerck
Fregaty rakietowe typu Jacob van Heemskerck – seria dwóch holenderskich fregat rakietowych zbudowanych dla Holenderskiej Marynarki Wojennej. Okręty są przeciwlotniczą odmianą fregat typu Kortenaer.
Oba okręty po zakończeniu służby w holenderskiej marynarce zostały sprzedane do Chile. W grudniu 2019 oba okręty wycofane zostały ze służby czynnej. Ich funkcję w chilijskiej flocie zajęły dwie fregaty typu Adelaide konstrukcji australijskiej.

## Okręty
- F812 „Jacob van Heemskerck” (w służbie chilijskiej „Almirante Latorre”)
- F813 „Witte de With” (w służbie chilijskiej „Capitán Prat”)